# Margarinotus oblitus
Margarinotus oblitus är en skalbaggsart som först beskrevs av Thomas Casey 1916.  Margarinotus oblitus ingår i släktet Margarinotus och familjen stumpbaggar. Inga underarter finns listade i Catalogue of Life.